# L'ase revestit amb la pell d'un lleó
L'ase revestit amb la pell d'un lleó és una faula d'Isop recollida posteriorment per Jean de La Fontaine. Compta amb diverses versions orientals.

## Argument
Un ase es va revestir de la pell d'un lleó per poder passejar tranquil i espantar els altres animals. Tots s'apartaven al seu pas, tret d'una guineu que el va descobrir per les seves orelles i el va perseguir fins a fer-lo fora de la regió.

## Anàlisi
La lliçó de la faula és que les aparences enganyen i que no cal refiar-se de la primera impressió. En altres versions l'ase es delata quan, per presumpció, brama i és detectat com a fals lleó. En ambdós casos l'ase no pot amagar la seva autèntica naturalesa. En les faules sovint l'ase apareix com a personatge vanitós o ximple. La guineu, per contra, és el paradigma de l'astúcia i per això no es deixa ensarronar per la pell del lleó (símbol de poder).
El tema ha estat reprès per diversos autors posteriors, entre ells Shakespeare, que insta en diverses obres a callar per no revelar la pròpia niciesa, i C.S. Lewis, que fa aparèixer un ase disfressat de lleó a Nàrnia.